# Cornățelu

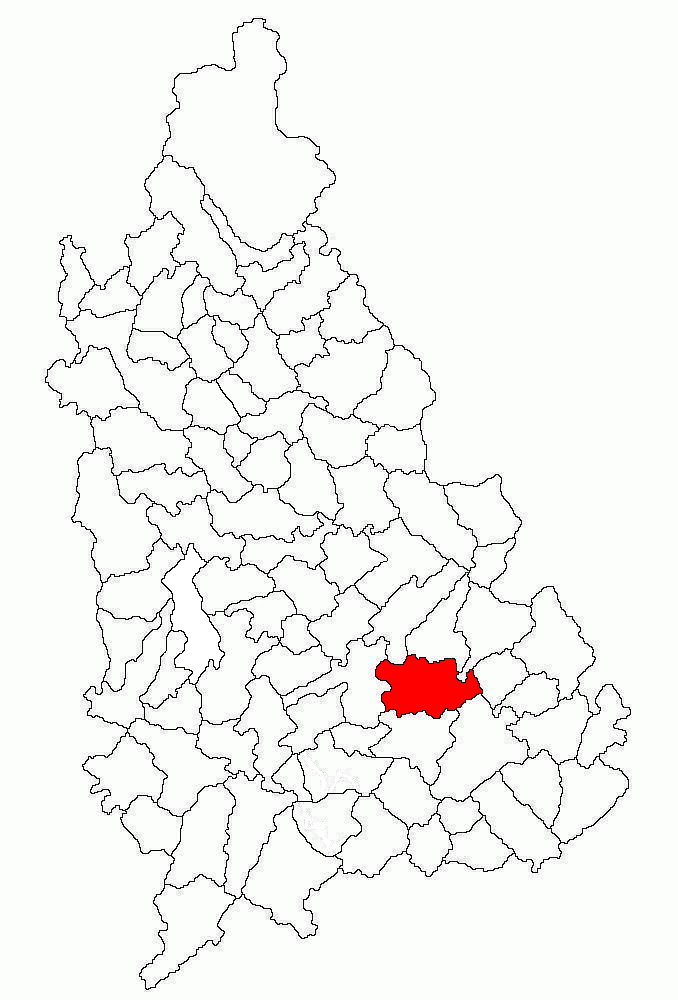

Cornățelu est une commune du județ de Dâmbovița en Roumanie.